# Stipa polyclada
Stipa polyclada är en gräsart som beskrevs av Eduard Hackel. Stipa polyclada ingår i släktet fjädergrässläktet, och familjen gräs. Inga underarter finns listade i Catalogue of Life.